# Carrascal (Navarra)

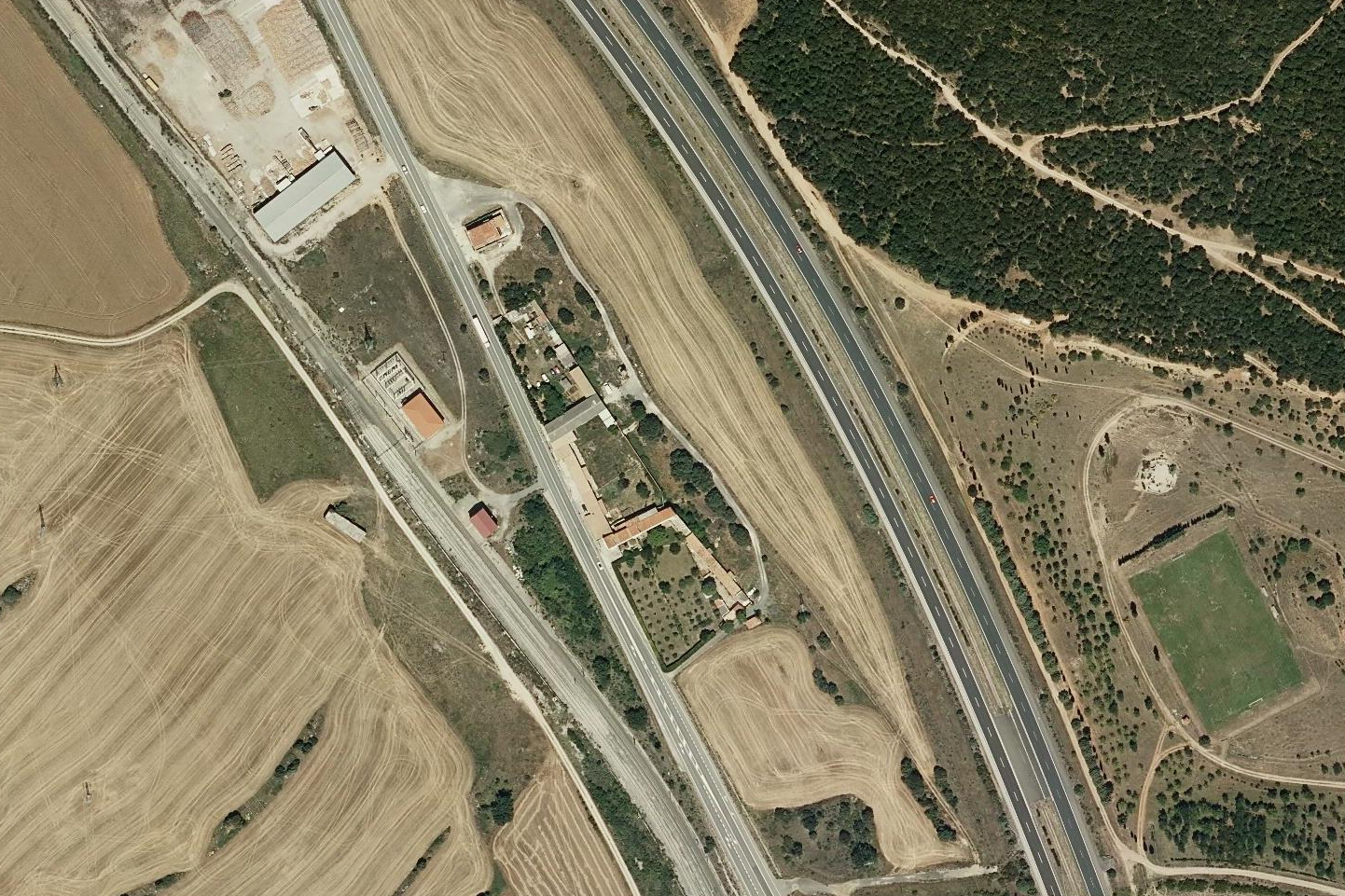
Alto del Carrascal, visto desde el aire

El Carrascal (en euskera: Artederreta) es una pequeña meseta que sirve de conexión natural entre la cuenca de Pamplona y la Ribera. Se encuentra en la confluencia de los valles de Elorz, Izarbe y Orba. Se compone de arte (encina, carrasca) + eder (bello, bonito) + -eta (sufijo abundancial), traducible por "zona de abundancia de encinas bellas" o "zona de abundancia de carrascas bellas".
Su importancia a lo largo de la historia ha sido grande ya desde la Antigüedad, cuando separaba el ager vasconum del saltus vasconum. Fue estratégico también en el Reino de Pamplona (en un principio era frontera con los musulmanes), y cobró aún más importancia en el Reino de Navarra, para defender la capital Pamplona de los castellanos y aragoneses. Como muestra de su importancia, son numerosos los edificios defensivos que custodian la zona: castillo de Tebas, castillo de Guerga, torre de Olcoz, castillo de Añorbe...
Hoy en día, este paso pertenece al municipio de Unzué, aunque históricamente el pueblo con más vínculo ha sido Muruarte de Reta (originalmente Muru Artederreta), que toma su nombre de este paso para distinguirlo de otros pueblos homónimos como Muru Astrain. Hay un caserío en lo alto de la meseta. Por este paso pasan varias infraestructuras, desde la autopista AP-15 y la carretera N-121, hasta el canal de Navarra o el ferrocarril Zaragoza-Alsasua, y en el futuro se espera que también lo atraviese el ferrocarril de alta velocidad de Navarra.